# Sarah Glaser
Sarah „Pease” Glaser (ur. 18 listopada 1961) – amerykańska żeglarka sportowa. Srebrna medalistka olimpijska z Sydney.
Zawody w 2000 był jej jedynymi igrzyskami olimpijskimi. Zajęła drugie miejsce w klasie 470, a partnerowała jej JJ Isler. 
Jej mąż Jay także był żeglarzem i medalistą olimpijskim. 